# Petrovo (Slowakei)
Petrovo (1927–1948 slowakisch „Petrmánovce“ – bis 1927 „Petermánovce“; ungarisch Pétermány) ist eine Gemeinde im Osten der Slowakei mit 95 Einwohnern (Stand 31. Dezember 2024), die zum Okres Rožňava, einem Teil des Košický kraj, gehört und in der traditionellen Landschaft Gemer liegt.

## Geographie

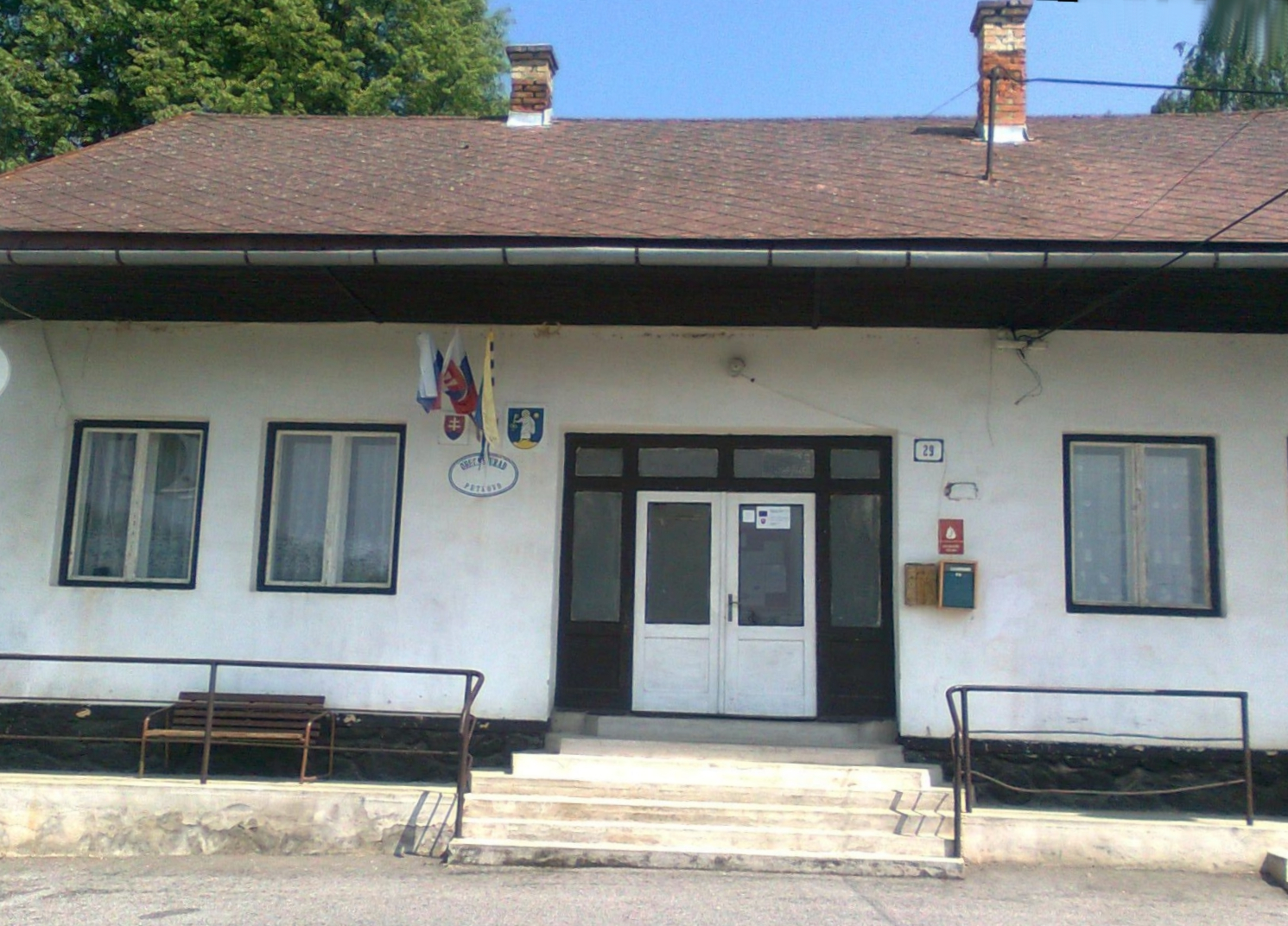
Gemeindeamt von Petrovo

Die Gemeinde befindet sich im Bergland Revúcka vrchovina im Slowakischen Erzgebirge, im Tal eines Zuflusses des Hankovský potok im Einzugsgebiet der Slaná. Das Ortszentrum liegt auf einer Höhe von 384 m n.m. und ist 20 Kilometer von Rožňava entfernt.
Nachbargemeinden sind Kobeliarovo im Norden, Nižná Slaná im Osten, Roštár im Süden und Koceľovce im Westen.

## Geschichte

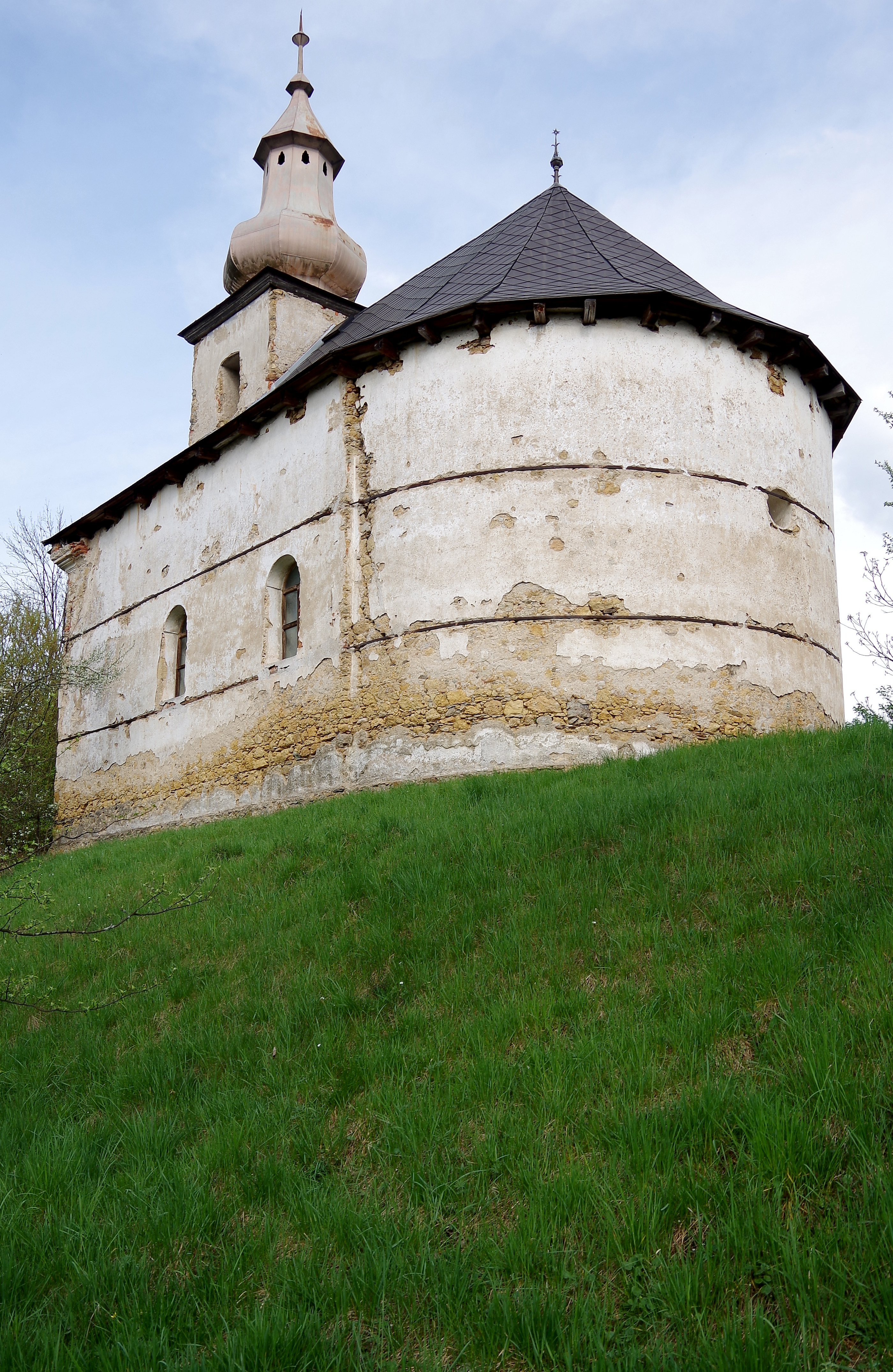
Evangelische Kirche

Petrovo wurde zum ersten Mal 1320 als Peturmanfalua schriftlich erwähnt, weitere historische Bezeichnungen sind unter anderen Petermanhaza (1426), Peterwagasa (1427), Petermanovech (1590) und Petermanowcze (1773). Das Dorf erhielt den Namen des deutschen Gründungsrichters Petermann und war Besitz des Geschlechts Bebek (Pleissnitzer Linie), ab dem 17. Jahrhundert gehörten die Ortsgüter verschiedenen Familien. Der Ort wurde mehrmals durch osmanische Truppen verwüstet. 1773 wohnten hier 26 leibeigene Bauern- und drei Untermieterfamilien, 1828 zählte man 24 Häuser und 302 Einwohner, die als Hirten, Korbmacher, aber auch Maurer, Zimmerleute, Müller und Bergleute beschäftigt waren.
Bis 1918/1919 gehörte der im Komitat Gemer und Kleinhont liegende Ort zum Königreich Ungarn und kam danach zur Tschechoslowakei beziehungsweise heute Slowakei.

## Bevölkerung
| Jahr                | 1994 | 2004    | 2014    | 2024     |
| ------------------- | ---- | ------- | ------- | -------- |
| Anzahl der Personen | 113  | 107     | 113     | 95       |
| Unterschied         |      | −5,30 % | +5,60 % | −15,92 % |

| Jahr                | 2023 | 2024    |
| ------------------- | ---- | ------- |
| Anzahl der Personen | 98   | 95      |
| Unterschied         |      | −3,06 % |

Nach der Volkszählung 2011 wohnten in Petrovo 105 Einwohner, davon 98 Slowaken, vier Roma und ein Tscheche. Ein Einwohner machte keine Angabe zur Ethnie.
55 Einwohner bekannten sich zur Evangelischen Kirche A. B., fünf Einwohner zur römisch-katholischen Kirche und ein Einwohner zur griechisch-katholischen Kirche. 40 Einwohner waren konfessionslos und bei vier Einwohnern wurde die Konfession nicht ermittelt.

## Baudenkmäler
- evangelische Kirche im klassizistischen Stil aus dem Jahr 1794, die eine ältere Holzkirche ersetzte[6]